# Даніель Рестрепо
Даніель Рестрепо (ісп. Daniel Restrepo, 24 березня 2000) — колумбійський стрибун у воду. Чемпіон літніх юнацьких Олімпійських ігор 2018 року, учасник Олімпійських ігор 2020 року.
Переможець Панамериканських ігор 2019 року.